# 寺沢知子
寺沢 知子（てらさわ ともこ）は、日本の法学者。専門は民事法、民法、医事法、医療過誤。学位は博士（法学）（大阪大学・1996年）。京都産業大学法学部教授。

## 経歴
- 大阪大学法学部卒業
- 1993年 - 1996年、滋賀県立短期大学非常講師
- 1996年、大阪大学大学院法学研究科民事法学専攻博士課程修了
- 1996年 - 1998年、大阪大学法学部助手、税務大学校非常勤講師
- 1998年、摂南大学法学部助教授
- 1997年 - 1999年、京都産業大学非常勤講師
- 現在、京都産業大学法学部教授

## 著書
- 「最近の民事裁判例に見る看護師の注意義務」、信山社、『植木先生還暦記念論文集』、2004年。
- 「カナダにおけるガン登録と法的規制」、『オーストラリア、カナダの法と文化』、中京大学社会科学研究所、2002年。
- 「Donation of Body Parts-Analysis of Judgements in Japan」、Japan Today;Legal and Social Reform、2003年。
- 「医療行為に対する承諾の相対化と法的評価」、日本評論社、『成年後見と医療行為』、2007年。
- 「生体移植と医療過誤」、日本評論社、『生体移植と法』、2009年。